# Закон о зајму и најму
Закон о зајму и најму (енгл. Lend-Lease (Public Law 77-11)) је био програм под којим су у Другом светском рату Сједињене Државе снабдевале ратним материјалом Уједињено Краљевство, Совјетски Савез, Кину, Слободну Француску и друге савезничке државе од 1941. до 1945. Закон је ступио на снагу 11. марта 1941, годину и по дана од почетка Другог светског рата, али девет месеци пре званичног уласка САД у рат у децембру 1941. Закон је званично назван Закон о даљем унапређивању одбране Сједињених Држава. Закон је коначно окончао привид америчке неутралности у рату.
Укупно је превезено робе у вредности од ондашњих 50,1 милијарди (данашњих 647 милијарди) америчких долара: 31,4 милијарде Уједињеном Краљевству, 11,3 милијарди Совјетском Савезу, 3,2 милијарде Француској и 1,6 милијарди Кини. САД су овим законом добиле противуслуге, као што су изнајмљивањем војних аеродрома, у вредности од 7,8 милијарди долара, од чега је 6,8 милијарди дошло од Уједињеног Краљевства и Комонвелта. Услови споразума су предвиђали да материјал буде коришћен све док не буде време да се врати или буде уништен. Залихе након окончања програма су продани Уједињеном Краљевству за укупно 1,074 милијарди фунти, а плаћени су дугорочним позајмицама из САД. Канада је спроводила сличан програм којим су послате залихе Уједињеном Краљевству и Совјетском Савезу у вредности од 4,7 милијарди долара.
Овај програм је био кључни корак у одступању од неинтервенционистичке политике, која је доминирала спољним политиком САД од краја Првог светског рата.

## Обрнути зајам
Обрнути зајам-закуп од Совјетског Савеза САД је контра-испорука добара и услуга из Совјетског Савеза Сједињеним Америчким Државама, извршена током Другог светског рата у складу са совјетско-америчким споразумом од 11. јуна 1942.
Дана 11. марта 1941. амерички Конгрес донео је закон о зајму и најму. У октобру 1941. године, програм зајма проширен је и на Совјетски Савез. 11. јуна 1942. године у Вашингтону је потписан споразум између Сједињених Држава и СССР-а „О применљивим принципима на узајамну помоћ у рату против агресије”. Споразумом је утврђена процедура пружања узајамне помоћи током ратних година. Укључујући, према члану 2, совјетска влада преузела је обавезе да помаже одбрану Сједињених Америчких Држава и да пружа материјале, услуге, бенефиције и информације, најбоље што може.
Према извештају америчког председника Харија Трумана Конгресу, од 2. септембра 1945. године, обрнути закуп СССР-а износио је 2.212.698 долара. Укључујући чланке:
- Материјали и опрема (енгл. Facilities and Equipment) — 56.786 долара
- Тестирање и опоравак (енл. Testing, Reconditioning etc. of Defence Articles) — 2.155.912 долара

Поређења ради, обрнути закуп за друге државе које су учествовале у Другом светском рату био је:
- Британско царство (укључујући Аустралију и Нови Зеланд) — 6.752.073.165 долара;
- Француска — 867.781.245 долара;
- Белгија — 191.215.983 долара;
- Кина — 3.672.000 долара;
- Холандија — 2.367.700 долара.

Истовремено, сав извоз из СССР-а у САД у периоду 12. 9. 1941. — 31. 12. 1945, износио је 223.196.300 долара.
Дакле, већина извозних залиха из Совјетског Савеза у Сједињене Државе није била директно повезана са повратним зајмом. У основи, прорачун испорука у оквиру обрнутог зајма из СССР-а у САД састојао се од обезбеђивања аеродрома за америчку авијацију, као и одржавања и пуњења горива америчким авионима. Дакле, у периоду од јуна до септембра 1944. године, током операције Frantic, америчка авијација је користила три совјетска аеродрома у Украјини за извршавање рација на објектима у Немачкој, Мађарској, Румунији и Пољској. У пролеће 1945. године амерички војници који су напуштали Полтаву добили су допис у којем се, посебно, каже:
Руси су доста физички радили за нас, стварајући нам добре услове за живот. Истоварили су вагоне, помагали копати рупе, снабдевали нас водом, помагали нам храном итд. Ниједна друга нација није учинила толико за нас као што су учинили Руси.
Неки извори указују да би трошкови услуга могли да укључују железнички и друмски превоз, који се обавља у интересу америчке стране.
1944. године у Сједињеним Државама је објављена књига администратора програма зајам — најам и будућег америчког државног секретара Edward Stettinius «Закон о зајму — најму је оружје победе».
Чак су нас Русија и Кина, које су претрпеле огромне губитке бранећи своје земље, снабдевале војним материјалом и пружале неке услуге. Кинези су нам бесплатно вратили све Кертис П-40 које су имали од оних које су купили од нас, а нашој 14. ваздухопловној јединици дали су бензин из својих непроцењивих резерви. Нисмо послали трупе у Русију, али када наши бродови стигну у руске луке, Совјетски Савез плаћа све трошкове за гориво, храну, медицинске услуге и ако је потребно поправке бродова.
Наши савезници несумњиво чине све што је у њиховој моћи да испуне ове обавезе. Русија је на свом тлу ратовала две године, Кина шест година. Обе ове земље изгубиле су милионе људи, преживеле окупацију и уништење многих већих градова и одбацивање милиона хектара првокласне земље. Ако им пошаљемо више помоћи у оквиру зајма него што добијамо од њих у оквиру „Повратног зајма”, то не значи да радимо више у борби против заједничког непријатеља. Знамо да и они, попут нас, улажу сву своју енергију у овај рат.— Edward Stettinius